# 칼 뢰벤옐름

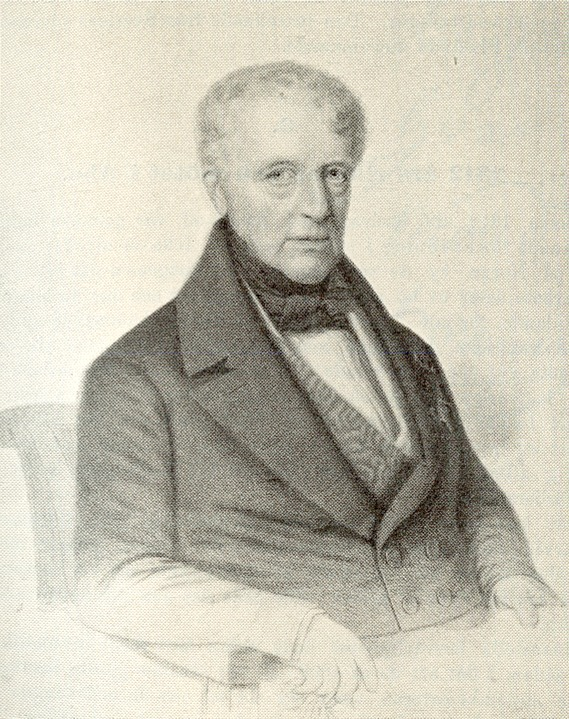

칼 뢰벤옐름 백작(Count Carl Löwenhielm, 1772년 - 1861년)은 스웨덴-노르웨이 연합왕국의 정치인·외교관·군인이다. 1822년부터 1839년까지 연합왕국의 각료를 지냈다. 스웨덴-노르웨이 연합왕국의 국왕 칼 13세의 서자(庶子)로서 왕위계승권은 없었다(→칼 14세 요한).
빈 회의에 스웨덴-노르웨이 연합왕국을 대표하여 참석했다.